# Paradonea
Genre
Paradonea est un genre d'araignées aranéomorphes de la famille des Eresidae.

## Distribution
Les espèces de ce genre se rencontrent en Afrique australe.

## Liste des espèces
Selon World Spider Catalog (version 15.5, 20/11/2014) :
- Paradonea parva (Tucker, 1920)
- Paradonea presleyi Miller, Griswold, Scharff, Rezác, Szüts, & Marhabaie, 2012
- Paradonea splendens (Lawrence, 1936)
- Paradonea striatipes Lawrence, 1968
- Paradonea variegata (Purcell, 1904)

## Publication originale
- Lawrence, 1968 : Four new spiders from southern Africa (Araneae). Annals of the Natal Museum, vol. 20, no 1, p. 109-121 (texte intégral).